# Sede della Rari Nantes Florentia
La sede della Rari Nantes Florentia si trova a Firenze, sul Lungarno Ferrucci 24. L'edificio si colloca sulla riva sinistra dell'Arno, nel tratto urbano compreso fra i ponti da Verrazzano e San Niccolò nel quartiere di Gavinana.

## Storia

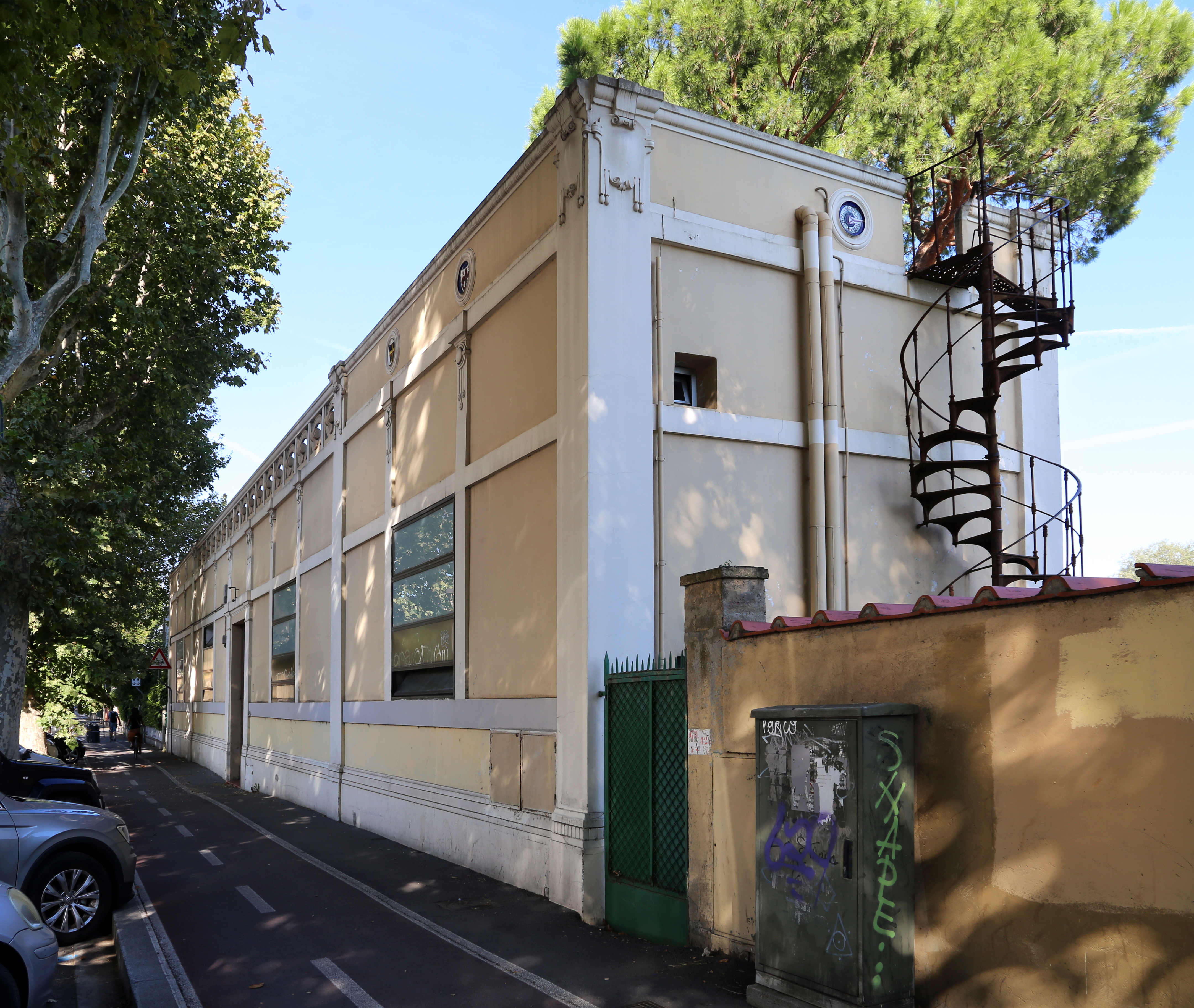
Facciata sul lungarno

Costruito negli anni '20 del XX secolo, in una zona allora marginale, o quanto meno defilata, l'edificio si trova oggi ben inserito nel sistema ambientale di questa parte del fiume che negli anni ha visto sorgere, nelle immediate vicinanze, altre attrezzature di carattere sportivo e ricreativo.
Con la sistemazione dell'area circostante comprendente la costruzione della piscina, avvenuta negli anni '60, e con l'aggiunta del piccolo corpo di fabbrica contenente il bar e gli uffici, la sede della Rari Nantes è venuta via via configurandosi come un complesso sportivo che ben si armonizza all'interno del contesto in cui è inserito.
La prima sede della Rari Nantes risale al 1904 - anno di fondazione della società - e consiste in una modesta struttura in legno realizzata su progetto di Guido Baroni, geometra del Genio Civile ed economo della neonata società. Dopo vari sopralluoghi, la scelta dell'area ricadde sulla riva sinistra dell'Arno, nel tratto compreso fra la barriera di San Niccolò e la piana del Bisarno, dove il fiume offre acque più profonde e tranquille, adatte all'insegnamento del nuoto e alla preparazione delle gare.
Ma già dopo la prima guerra mondiale, con l'intensificarsi dell'attività agonistica e l'aumento del numero di soci, la struttura si dimostra insufficiente e il vecchio chalet ormai inadeguato alle esigenze dei tempi.
La necessità di creare un ambiente più idoneo e confortevole allo svolgimento dell'attività sportiva si concretizzò con la costruzione, sempre su progetto dello stesso Guido Baroni, di un nuovo fabbricato in muratura in sostituzione del precedente. L'opera, iniziata nella primavera del 1920, fu completata in circa cinque anni.

## Descrizione

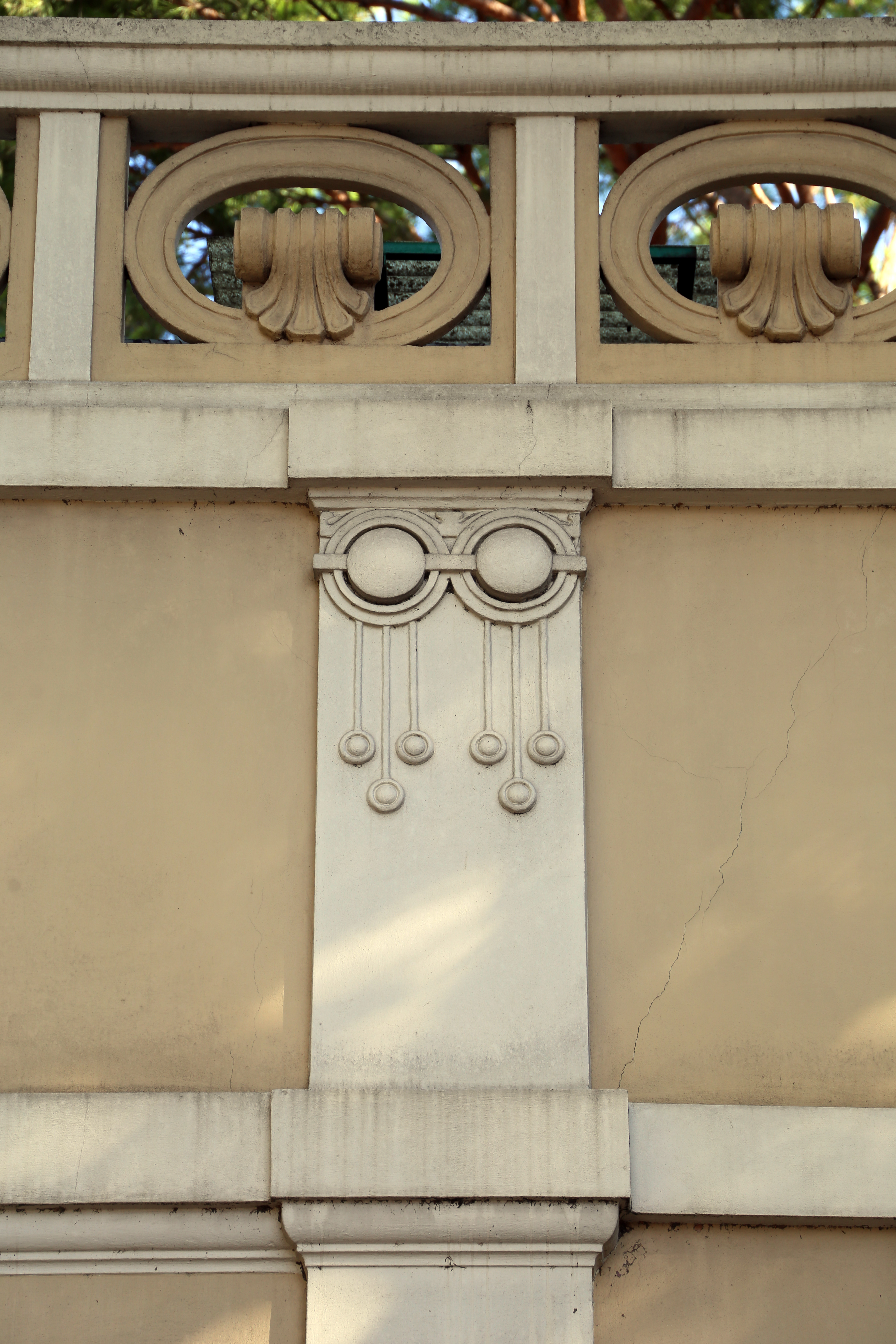
Dettaglio

L'edificio comprende tre grandi spogliatoi con docce e servizi, una stanza per la direzione e la segreteria, un'altra per il guardaroba e un magazzino-ripostiglio ricavato in un corridoio. Il coronamento della palazzina è costituito da una vasta terrazza prendisole ai due estremi della quale sorgono due piccoli padiglioni con copertura a capanna.
Nell'area circostante si trova una banchina e un trampolino in ferro sul lato interno del Pignoncino, sprone in muratura che si allunga nel fiume per circa 4 metri.
La banchina coperta originariamente in terra battuta è stata in seguito pavimentata in cemento con il concorso del Comune e del Genio Civile. Infine sulla scarpata che partendo dalla nuova banchina raggiunge il piano della strada si trovano le tribune a gradoni per il pubblico che assiste alle gare.
L'edificio è costituito da un corpo di fabbrica a un piano con sviluppo longitudinale. L'impianto spaziale e distributivo è basato su uno schema elementare a pianta rettangolare, con doppio ingresso centrale sui lati lunghi.
L'involucro murario è qualificato da un apparato decorativo che si traduce in fasce orizzontali e verticali che rilegano i quattro prospetti inquadrando le aperture in una maglia regolare marcata dalla presenza di lesene.

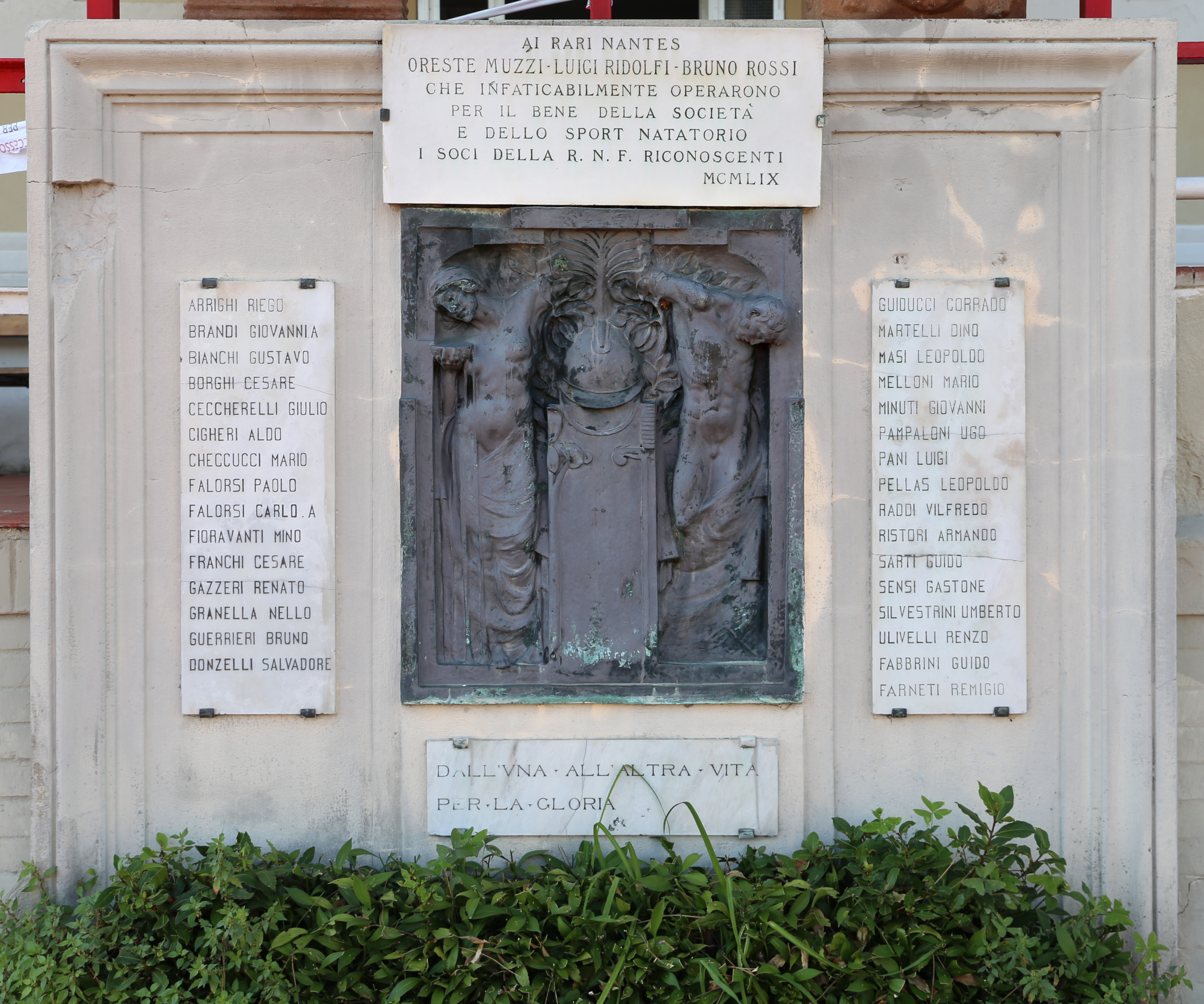
Il monumento ai Caduti, opera di Giuseppe Gronchi

I fronti principali sono animati dai motivi floreali della balaustra in muratura della terrazza prendisole di coronamento, cui si accede attraverso una scaletta a chiocciola in ferro battuto, posta in corrispondenza della testata est del fabbricato. La stessa balaustra, in parte traforata in parte a superficie piena, presenta elementi decorativi in forma di medaglioni smaltati raffiguranti stemmi.
Ulteriore arricchimento delle superfici esterne è dato dal contrasto cromatico che si riflette nella bicromia che alterna al giallo dell'intonaco il bianco delle cornici, delle fasce e delle lesene.
L'edificio, realizzato sulla scia della breve e tardiva esperienza modernista fiorentina, rimanda, per la presenza di alcuni episodi decorativi, a un gusto di accento vagamente secessionista.